# Los Compadritos
Los Compadritos es una serie cómica costumbrista ecuatoriana, que se estrenó el 18 de abril del año 2011 por la señal de Canal Uno.

## Trama
Se trata de un Spin-Off de la serie Mí Recinto en donde los compadres, llamados entre ellos mismos "Los Compadritos" (compadre o 'compadrito' y comadre o 'comadrita' junto a su nombre), campesinos costeños o montubios, humildes personas que habitan en casas de cañas conviven en un pequeño recinto, y entre varios problemas aventuras que se les presentan y que tienen que resolver.
(Cabe recalcar que los actores y personajes interpretados son los mismos ex-actores y personajes de la serie "Mí Recinto", que por diferentes motivos salieron del programa).

## Personajes
- Compadre Dulio: Su nombre completo es Dulio Anastasio Ponguillo Aguilar, oriundo de Pimocha, provincia de Los Ríos. Un montubio de clase media, quién vive junto con el compadre Calavera y su primo Goyito. Es el genio del grupo e identificado por su mítica palabra "ignorante". A veces, los compadres se asustan por su rostro cuando este aparece de manera sorpresiva. Es interpretado por el actor Ney Ponguillo.
- Compadre Calavera: Su nombre completo es José Joaquín Calavera. Es el compadre más torpe del grupo, a pesar de tener una personalidad infantil e inocente. Siempre esta a lado del compadre Dulio cuando él lo necesita. Es interpretado por el actor Christian García.
- Compadre Tulio: Su nombre completo es Tulio Quiñonez Montaño, oriundo de Playa de Oro, Esmeraldas. Es el único compadre afrodescendiente del recinto La Estacada. Vive en una casa lujosa con piscina que está ubicada en la parte superior de un árbol. Es interpretado por el actor Orlando Quiñonez.
- Compadre Modesto: Proveniente de Madrid, España. Es un emprendedor que tiene su modistería al frente del río. Le hacen bullying cuando este comienza a decir cosas que hacen dudar su masculinidad. Tiene un resentimiento con el compadre Dulio por provocarlo, además de su apariencia. Es interpretado por el actor Angel Flores.
- Compadre Goyito: Su nombre completo es Gregorio. Es interpretado por el actor Lucho Castillo.
- Comadre Camila: Es interpretada por la actriz Melanie León.
- Comadre Troya: Es interpretada por la actriz Liliana Troya.
- Comadre Remedios: Proveniente del Guasmo, sur de Guayaquil. Es interpretada por la actriz Yolanda López.
- Compadre 7 Vidas: Es interpretado por el actor Cristian Vega.

- Datos: Q110271002